# Luis de la Cerda y Rojas
Luis de la Cerda y Rojas (m. 1469), III señor de Villoria de Cuenca, de Castrillo, Ventosilla, Valtablado, Cubas de la Sagra y Griñón. Era hijo de Luis de la Cerda y Albornoz, señor de Villoria, y de Isabel de Rojas.

## Biografía
Alcalde mayor de Toledo, y juez mayor de sus alzadas, alcayde y señor de Escalona, miembro del Consejo de Juan II de Castilla.

## Matrimonio y descendencia
Se casó con Francisca de Castañeda, señora de La Palma y Peñalba, fallecida en Sevilla después de 13 de diciembre de 1503, hija de Juan Rodríguez de Castañeda, señor de Las Hormazas y de Juana de Guzmán, señora de Palos de la Frontera. De este matrimonio nació una hija: 
- Juana de la Cerda y Castañeda (c. 1437-1503), señora de Villoria,[1] Valtablado, Ventosilla, La Palma y San Lúcar de Alpechín, esposa de Diego de Zúñiga y Manrique de Lara, señor de Traspinedo,[1] el Duque de Oro, hijo del primer matrimonio del I duque de Béjar, con descendencia.